# Martine St-Clair

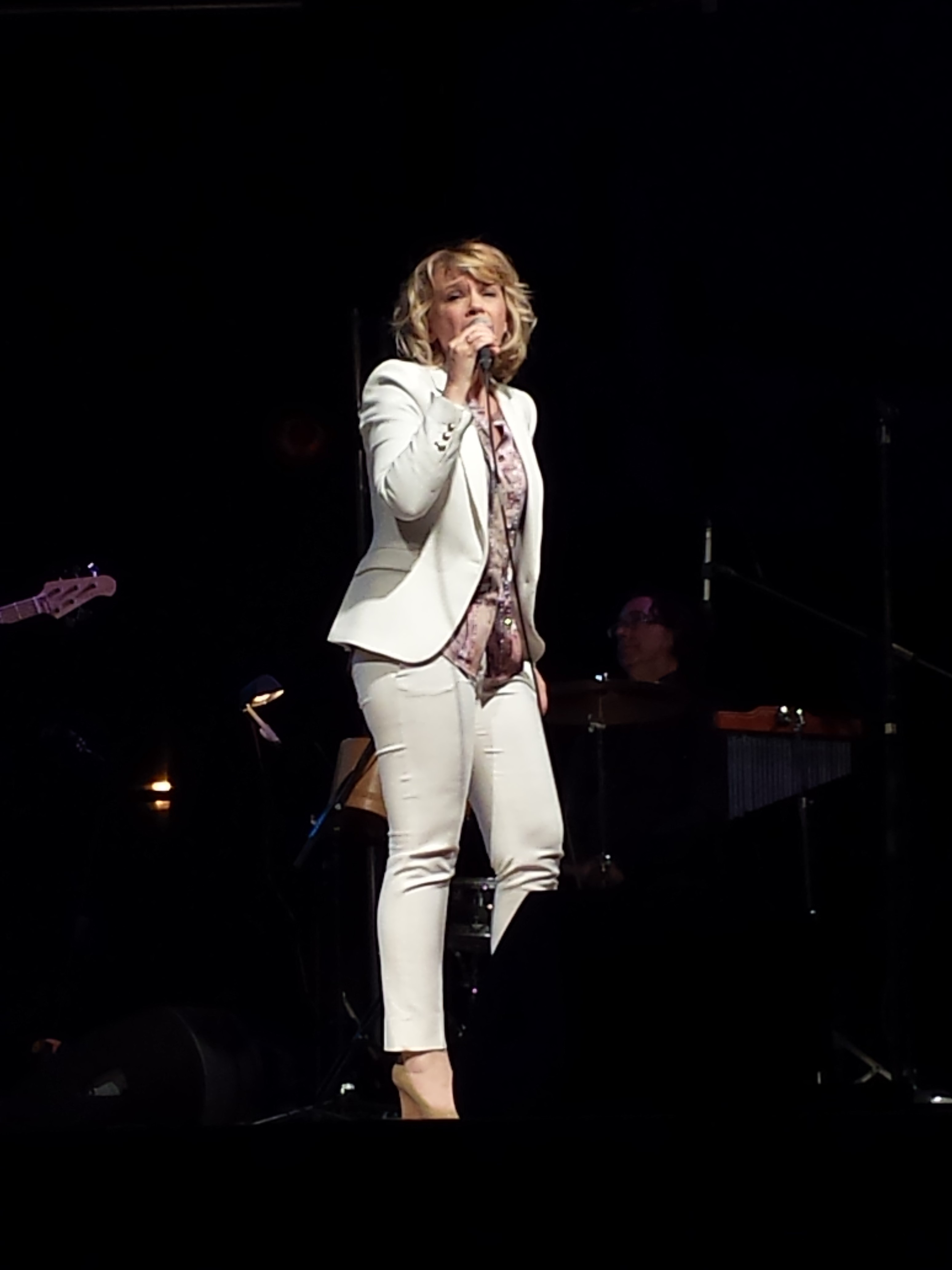

Martine St - Clair, geboren als Martine Nault (Montreal, 22 juli 1962) is een Canadese zangeres. Ze heeft talrijke albums tot stand gebracht en haar carrière omspant meer dan twee decennia.
- Bibliothèque nationale de France: cb13926943r (data)
- International Standard Name Identifier: 0000 0003 8316 6147
- Library of Congress Control Number: no2009188681
- MusicBrainz: 78c4fb36-112b-4585-9131-91fed5bc1ea6
- Virtual International Authority File: 312749821
- WorldCat: E39PBJfxbrJgppJW9C9r7rMVmd